# Łowicz
Łowicz is een stad in het Poolse woiwodschap Łódź, gelegen in de powiat Łowicki. De oppervlakte bedraagt 23,41 km², het inwonertal 30.383 (2005).

## Geboren in Łowicz
- Daniel Olbrychski (1945), acteur
- Sylwester Ambroziak (1964), beeldhouwer
- Maciej Rybus (1989), voetballer
- Kacper Piorun (1991), schaker
- Martyna Wiankowska (1996), voetbalster
- Przemysław Płacheta (1998), voetballer